# Chilocorus
Genre
Chilocorus est un genre d'Insectes coléoptères prédateurs de la famille des Coccinellidés, dont les larves et les adultes ont pour proies principalement les Pucerons et les Cochenilles sur les arbres fruitiers et la vigne.

## Liste des espèces
- Chilocorus bipustulatus (Linnaeus, 1758)
- Chilocorus baileyi (Blackburn, 1890)
- Chilocorus braeti Weise, 1895
- Chilocorus cacti (Linnaeus, 1767)
- Chilocorus canariensis Crotch, 1874
- Chilocorus circumdatus (Gyllenhal in Schönherr, 1808)
- Chilocorus coelosimilis Kapur, 1967
- Chilocorus hauseri Weise, 1895
- Chilocorus hexacyclus Smith
- Chilocorus infernalis Mulsant, 1853
- Chilocorus kuwanae Silvestri, 1909
- Chilocorus matsumurai Miyatake, 1985
- Chilocorus melanophthalmus Mulsant, 1850
- Chilocorus melas Weise, 1898
- Chilocorus nigrita (Fabricius, 1798)
- Chilocorus politus Mulsant, 1850
- Chilocorus renipustulatus (L.G. Scriba, 1791)
- Chilocorus rubidus Hope in Gray, 1831
- Chilocorus similis (Rossi, 1790)
- Chilocorus stigma (Say) - Twice-stabbed Lady Beetle
- Chilocorus subindicus Booth, 1998
- Chilocorus tricyclus Smith